# Lysias (Regent)
Lysias (altgriechisch Λυσίας Lysías; † 162 v. Chr.) war ein Regent des Seleukidenreichs.
In den Makkabäerbüchern wird Lysias als „Fürst aus königlichem Stamm“ bezeichnet. Er war demnach ein Verwandter des seleukidischen Königs Antiochos IV. Epiphanes.
Als der König  im Jahr 165 v. Chr. zu einem Feldzug in die oberen asiatischen Satrapien aufbrach, ernannte er Lysias zum Sachwalter seines unmündigen Sohnes und Thronfolgers Antiochos V. Eupator, dessen Vetter Lysias war. Dazu erhielt er die Instruktion, den kurz zuvor begonnenen Aufstand der Makkabäer niederzuschlagen. Antiochos IV. starb bereits 164 v. Chr. auf seinem Feldzug, wodurch Lysias die Regentschaft des Seleukidenreichs übernahm. Nachdem erste militärische Operationen in Judäa gescheitert waren und Judas Makkabäus in Jerusalem eingezogen war, beorderte er das Heer des Königs aus den oberen Satrapien zurück, um es im Kampf gegen die Makkabäer einzusetzen. Im Jahr 163 v. Chr. errang er in der Schlacht von Beth-Sur einen vollkommenen Sieg über Makkabäus und nahm anschließend Jerusalem ein. Hier schloss er mit den so genannten Frommen (Chassidim) einen Kompromissfrieden, indem er Alkimos zum neuen Hohepriester des jüdischen Tempels ernannte. Judas Makkabäus und seine Anhänger setzten allerdings ihren Widerstand fort.
Anschließend war Lysias in eine diplomatische Auseinandersetzung mit König Ariarathes V. von Kappadokien um die sterblichen Überreste von dessen Mutter und einer Schwester verwickelt. Beide waren einst aus unbekannten Gründen an den Hof der Seleukiden geflüchtet, wo sie Lysias bei seinem Regentschaftsantritt hatte umbringen lassen. Zur Beilegung dieses Konflikts traf eine diplomatische Delegation aus Rom ein, die als Schiedsrichter wirken sollte. Lysias musste Ariarathes V. die Asche der zwei Frauen aushändigen und als Vergeltung für den Mord an ihnen alle Kriegselefanten des Seleukidenheeres töten.
Einer der Delegationsführer, der ehemalige Konsul Gnaeus Octavius, wurde während der Unterhandlungen 162 v. Chr. in Laodikeia ermordet. Wenig später traf Demetrios I. in Tripolis ein und forderte die Herrschaft über das Seleukidenreich. Bevor es mit ihm zu einem militärischen Zusammenstoß kam, wurden Lysias und König Antiochos V. von Sympathisanten des Demetrios ermordet, der darauf tatsächlich die Herrschaft übernehmen konnte.